# Вейвлет

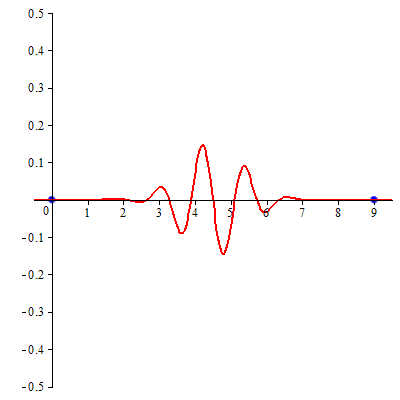
Приклад вейвлет-функції, амплітуда якої локалізована навколо значення 4,5 та затухає за межами деякого інтервалу

Вейвлети — це родина математичних функцій, яка допомагає аналізувати частотні компоненти сигналів (функцій залежних від часу), методами схожими на перетворення Фур'є — Вейвлет-перетворення. Вейвлети надають ортогональний базис, який також має частотну характеристику, але на відміну від нескінчених коливань осциляторних функцій для перетворення Фур'є, коливання вейвлетів локалізовані в просторі. Це означає що амплітуда (енергія) сконцентрована на скінченому інтервалі, та швидко затухає за межами визначеної інтервалу, або області у випадку багатовимірних функції.

## Етимологія
Слово вейвлет походить від французького ondelette — маленька хвиля, яке перекладено англійською як wavelet (англ. wave — хвиля, та зменшувального суфіксу -let). Термін впроваджений французьким геофізиком Жаном Морле (Jean Morlet) та разом з Алексом Гросманом (Alex Grossmann), та використовується з 50х років в геофізиці.Таким чином можна перекласти як хвилька, тобто маленька хвиля. І хоча деякі мови перекладають це слово, як наприклад іспанське Ondícula або польське Falki, в інших мовах використовують транслітерацію слова вейвлет.

## Застосування вейвлет-перетворень
Частотна локалізація функції зводиться до понять гладкості та кількості зникаючих моментів. Вейвлет-перетворення звичайно поділяють на дискретне вейвлет-перетворення (DWT) та неперервне вейвлет-перетворення (CWT).
Дискретне вейвлет-перетворення (DWT) звичайно використовується для кодування сигналів, у той час як CWT для аналізу сигналів. Саме тому, DWT широко застосовується в інженерній справі і комп'ютерних науках, а CWT у наукових дослідженнях фізичних процесів. Вейвлет-перетворення в наш час[коли?] взяті на озброєння для величезної кількості різнопланових застосувань, нерідко заміняючи звичайне перетворення Фур'є у багатьох прикладних задачах. Ця зміна парадигми спостерігається в багатьох галузях фізики, включаючи молекулярну динаміку, астрофізику, квантовій механіці, геофізиці, оптиці, механіці рідини та у багатьох інших областях, включаючи обробку зображень, аналізу кров'яного тиску, пульсу та ЕКГ, аналіз ДНК, дослідження білків, вивчення клімату, загальну обробку сигналів, розпізнавання мови, комп'ютерну графіку і мультифрактальний аналіз. Таке широке використання вейвлет-перетворень забезпечується можливістю побудувати на їх основі методи, що потребуватимуть O(N) операцій, на противагу методів Фур'є-перетворень, де кількість операцій не менша за O(NlogN).

## Історія
До розроблення вейвлетів призвели декілька незалежних шляхів міркувань, що почалися з робіт Хаара, який на початку двадцятого століття поставив запитання:
|  | «Чи існує інша ортонормальна система {\displaystyle h_{0}(x),h_{1}(x),...,h_{n}(x),...} функцій, визначених на проміжку [0, 1], таких, що довільну функцію {\displaystyle f(x)\in C[0,1]} можна розвинути у суму вигляду {\displaystyle <f,h_{0}>h_{0}(x)+...+<f,h_{n}>h_{n}(x)+...}, і що вона буде збіжною до {\displaystyle f(x)} єдиним чином на [0, 1]?» |

Як виявилося таких систем можна побудувати нескінченну кількість.
- У 1909 році Хаар запропонував найпростіший розв'язок і тим самим поклав початок до теорії вейвлетів.
- З 1955 Важливий внесок в теорію принесли такі вчені як Морле, Гроссман які сформулювали те що зараз відоме як неперервне вейвлет-перетворення (CWT).
- 1983 Жан Олаф-Штромберґ (Stromberg) та Мейєру (Yves Meyer) визначили та працювали над дискретними вейвлетами.
- 1988 Інгрід Добеші розробила родину функцій на компактному носії.
- 1985-89 Стефан Маллат (Stephane Georges Mallat), спеціаліст з обробки зображень, узагальнив вже існуючі теоретичні розробки: а) квадратурний дзеркальний фільтр (quadrature mirror filter) для цифрової телефонії; б) пірамідальний алгоритм Бурта-Аделсона (Burt Adelson), який використовувався для обробки зображень та в) ортонормальний вейвлет базис Штромберґа та Меєра. Маллат розробив багаторозкладний аналіз (multiresolution analysis).
- 1991 Наталі Делпрат (Nathalie Delprat) надала часово-частотну інтерпретацію CWT (1991)
- 1991 Девід Ньюланд розробив гармонійне вейвлет-перетворення та багато інших.

## Приклади, види базисів
Найпростіша родина вейвлетів, що демонструє основні властивості, такі як ділляція (масштабування), трансляція(зсув), та затухання за межами інтервалу (взагалі компактність носія за визначенням) є система функцій Хаара.
Система будується починаючи з базисної функції {\displaystyle h(x)=1} на [0,1/2) та −1 на [1/2,1), і 0 всюди крім [0, 1).
Для {\displaystyle n\geq 1} запишемо {\displaystyle n=2^{j}+k,j\geq 0,0\leq k<2^{j}}, і визначимо {\displaystyle h_{n}(x)=2^{j/2}h(2^{j}-k)}. Носієм {\displaystyle h_{n}(x)} буде інтервал {\displaystyle I_{n}=[k2^{-j},(k+1)2^{-j}]}, що входить до [0, 1), коли {\displaystyle 0\leq k\leq 2^{j}}. Для завершення довизначимо {\displaystyle h_{0}(x)=1} на [0, 1). Тепер побудований ряд {\displaystyle h_{0}(x),h_{1}(x),...,h_{n}(x),...} це ортонормальний базис (іноді кажуть Гільбертів базис) в {\displaystyle L_{2}[0,1]}. Апроксимація функції {\displaystyle f(x)} послідовністю {\displaystyle S_{n}(f)(x)=<f,h_{0}>h_{0}(x)+...+<f,h_{n}>h_{n}(x)} — це класична апроксимація неперервної функції.
|  |  |  |  |

Можна виділити дві основні операції над вихідною функцією:
- трансляція (зсув) — {\displaystyle W(2x)\rightarrow W(2x-1)}
- диляція (стискання, масштабування) {\displaystyle W(x)\rightarrow W(2x)}.

На шляху до сучасних побудов теорії хвильок варто відзначити роботи радянського математика Лузіна (30-ті роки), які були продовжені Гвідо Вейссом (Guido Weiss) та Роналдом Куафманом (Ronald R. Coifman) у 60-ті — 80-ті. Їхній підхід використовувався для обробки сиґналів, і оснований на атомарних функціях. Сьогодні цей напрям розвивають учні В. Л. Рвачева (Харків).
Вчені визначили вейвлет як набір функцій, породжених однією «материнською» функцією {\displaystyle \psi (x)}. {\displaystyle \psi _{(a,b)}(x)=a^{-{\frac {n}{2}}}\psi ({\frac {x-b}{a}}),a>0,b\in R^{n}}. Для функції {\displaystyle f(x)} ці хвилькі {\displaystyle \psi _{(a,b)}} відіграють роль ортонормованого базису, хвилькові коефіцієнти визначаються як {\displaystyle W(a,b)=<f,\psi _{(a,b))}>}. Гроссманн та Морле дали наступне визначення: вейвлет це функція {\displaystyle \psi \in L_{2}(R^{n})}, претворення Фур'є якої {\displaystyle {\bar {\psi }}(x)} задовольняє умові{\displaystyle \int _{0}^{\infty }|{\bar {\psi }}(t\rho )|^{2}{\frac {dt}{t}}=1,\rho \in R^{n}} майже всюди.
```
За ними вейвлет
 
— це функція 

  

    

      

        
ψ

        
∈

        

          
L

          

            
2

          

        

        
(

        

          
R

          

            
n

          

        

        
)

      

    

    
{\displaystyle \psi \in L_{2}(R^{n})}

  

, така, що 

  

    

      

        

          
2

          

            

              
j

              
2

            

          

        

        
ψ

        
(

        

          
2

          

            
j

          

        

        
x

        
−

        
k

        
)

        
,

        
j

        
,

        
k

        
∈

        
Z

      

    

    
{\displaystyle 2^{\frac {j}{2}}\psi (2^{j}x-k),j,k\in Z}

  

 утворює ортонормальний базис у 

  

    

      

        

          
L

          

            
2

          

        

      

    

    
{\displaystyle L_{2}}

  

.
```

Найголовніший крок належить Інгрід Добеші (Ingrid Daubechies). У 1988 році вийшла її стаття, де вперше розглядається сімейство ортонормованих систем в {\displaystyle L_{2}} з важливими особливостями:
1. кожна система породжується масштабною функцією {\displaystyle \phi (x)} за допомогою трансляції та диляції;
2. кожен елемент даної системи має компактний носій і неперервний, або може бути вибраний досить гладкий (до певного порядку) шляхом зміни масштабу. Носії базисних функцій стають тим менші чим більший індекс j;
3. існують швидкі алгоритми для обчислень коефіцієнтів розкладу певної функції. Називається — дискретне вейвлет-перетворення від функції до вейвлет коефіцієнтів розкладу. Цей алгоритм має складність порядку O(N);
4. Класичне дискретне перетворення Фур'є та косинус перетворення з'являються як частинний випадок дискретного вейвлет-перетворення (DWT)
5. дискретне вейвлет-перетворення може бути розпаралелене.

### Хвильки Добеші
Масштабна функція і відповідна хвилькова функція задовольняють
1. масштабному рівнянню (scaling equation) {\displaystyle \phi (x):=\sum _{k=0}^{2g-1}a_{k}\phi (2x-k)};
2. відповідному хвильковому рівнянню (wavelet equation) {\displaystyle \psi (x):=\sum _{k=0}^{2g-1}b_{k}\phi (2x-k)} ,

де коефіцієнти масштабного рівняння {\displaystyle a_{k}} повинні задовольняти лінійній та квадратичній умовам {\displaystyle \sum a_{k}=2,\sum a_{k}a_{k+2l}=2\delta (l,0)}, і де {\displaystyle b_{k}:=(-1)^{k+1}a_{2g-1-k}}. Функції {\displaystyle \phi } та {\displaystyle \psi } задані на інтервалі [0, 2g-1] і утворюють трансляцією та диляцією вейвлет систему.
Однією з властивостей технонології хвильок (вейвлет) є можливість вибрати систему коефіцієнтів, найбільш адаптовану до даної проблеми. Добеші у своїй роботі визначила сімейство хвилькових (вейвлет) систем, які мають максимальну кількість зникаючих моментів {\displaystyle \int x^{l}\psi (x)dx=0,l=0,...,g-1}. Так коли {\displaystyle g=2} можна явно знайти коефіцієнти {\displaystyle \{a_{n}\}_{n={\bar {o,3}}}}: {\displaystyle \{{\frac {1+{\sqrt {3}}}{4}},{\frac {3+{\sqrt {3}}}{4}},{\frac {3-{\sqrt {3}}}{4}},{\frac {1-{\sqrt {3}}}{4}}\}}.
Задавати вейвлет систему можна різним чином. Поширення набуло таке задання {\displaystyle \phi _{k}(x):=\phi (x-k)}, {\displaystyle \psi _{jk}(x):=2^{\frac {j}{2}}\psi (2^{j}x-k),j\geq 0}. (Зазвичай система об'єднана з масштабними коефіцієнтами.)
Вейвлет розвинення: {\displaystyle f(x)=\sum _{k}f_{k}\phi _{k}(x)+\sum _{j,k}f_{jk}\psi _{jk}(x)}, де {\displaystyle f_{k}=\int f(x)\phi _{k}(x)dx}, {\displaystyle f_{jk}=\int f(x)\psi _{jk}(x)dx}.

### Приклади базисів
- вейвлет Хаара
- вейвлет Добеші
- вейвлет Гаусса
- вейвлет Меєра (Meyer wavelet)
- вейвлет Морле (Morlet wavelet)
- вейвлет Матьє
- вейвлет Пауля
- вейвлет Ріклера (Ricker wavelet, MHat від англ. Мексиканський капелюх))
- вейвлет Койфмана (Ronald Coifman) — койфлет
- вейвлет Шеннона

## Зв'язки теорії вейвлетів
Теорія вейвлетів зв'язана з декількома іншими напрямами. Усі вейвлет-перетворення можуть розглядатися як різновид часово-частотного представлення і, отже відноситься до предмета гармонійного аналізу. Дискретне вейвлет-перетворення може розглядатися як різновид фільтра скінченної імпульсної відповіді. Вейвлети, що утворюють CWT підкоряються принципу невизначеності Гейзенберга і відповідно базис дискретного вейвлета також може розглядатися в контексті інших форм принципу невизначеності.
| скейлінг-функції {\displaystyle \phi } і вейвлет {\displaystyle \psi } |
| амплітуда частотного спектру                                           |